# BMW R 1200 C
La R 1200 C est un modèle de motocyclette du constructeur bavarois BMW. C'est le modèle custom de la gamme. Elle est produite d'Avril 1996 à Octobre 2004.
Elle a notamment servi de monture à Pierce Brosnan dans Demain ne meurt jamais. Elle sert également de base au trike anglais Grinnall. Elle est équipée d'un réservoir de 17l et consomme 5.53l au 100km. Elle a un moteur flat-twin de 1 170 cm3 alimenté par injection électronique. La transmission est par cardan.
La moto est développée pour s’intégrer dans le marché Nord Américain. Le confort et la finition sont plus salués que les performances. En 2004, BMW complète la gamme avec la série Montauk. Equipée d’un petit saute-vent et d’un guidon large, cette variante est un mélange entre le modèle C (partie-cycle, moteur et boite) et le modèle CL (roues et tableau de bord).

## Versions
La R 1200 C Classic propose un guidon haut.
La R 1200 C Independent offre une peinture bi-ton, un petit saute-vent, une selle monoplace et des jantes à bâtons.
La R 1200 CL (L pour Luxury) est la concurrente directe de la Harley-Davidson Electra Glide. Pour améliorer le confort, et au détriment de la maniabilité, le pneu avant passe à 150 mm de largeur (150/80x16 contre 100/90x18 pour la R 1200 C). Les tubes de fourche ont donc dû être écartés. L'amortisseur arrière gagne 20 mm de débattement. Le 6e rapport est surmultiplié, le poids à sec passe à 308 kg.
La R 1200 C Montauk reprend le pneu avant plus large de la CL, mais délaisse le grand pare-brise et les sacoches, pour deux petits phares ronds.